# Hercegkút
Hercegkút (deutsch Trautsondorf) ist eine ungarische Gemeinde im Kreis Sárospatak im Komitat Borsod-Abaúj-Zemplén.

## Geografische Lage
Hercegkút liegt in Nordungarn, 60,5 Kilometer nordöstlich des Komitatssitzes Miskolc und 3 Kilometer nordwestlich der Kreisstadt Sárospatak. Die Nachbargemeinde Makkoshotyka befindet sich unmittelbar nördlich.

## Geschichte
Im Jahr 1913 gab es in der damaligen Kleingemeinde 176 Häuser und 934 Einwohner auf einer Fläche von 1150 Katastraljochen. Sie gehörte zu dieser Zeit zum Bezirk Sárospatak im Komitat Zemplén.

## Gemeindepartnerschaften
- Beaumont-le-Roger, Frankreich[3]
- Obersulm, Deutschland[3]

## Sehenswürdigkeiten
- Kalvarienberg
- Römisch-katholische Kirche Kisboldogasszony, erbaut 1844–1849, der Turm wurde 1878 hinzugefügt
- Traditionelle Weinkeller (Kőporosi pincesor)

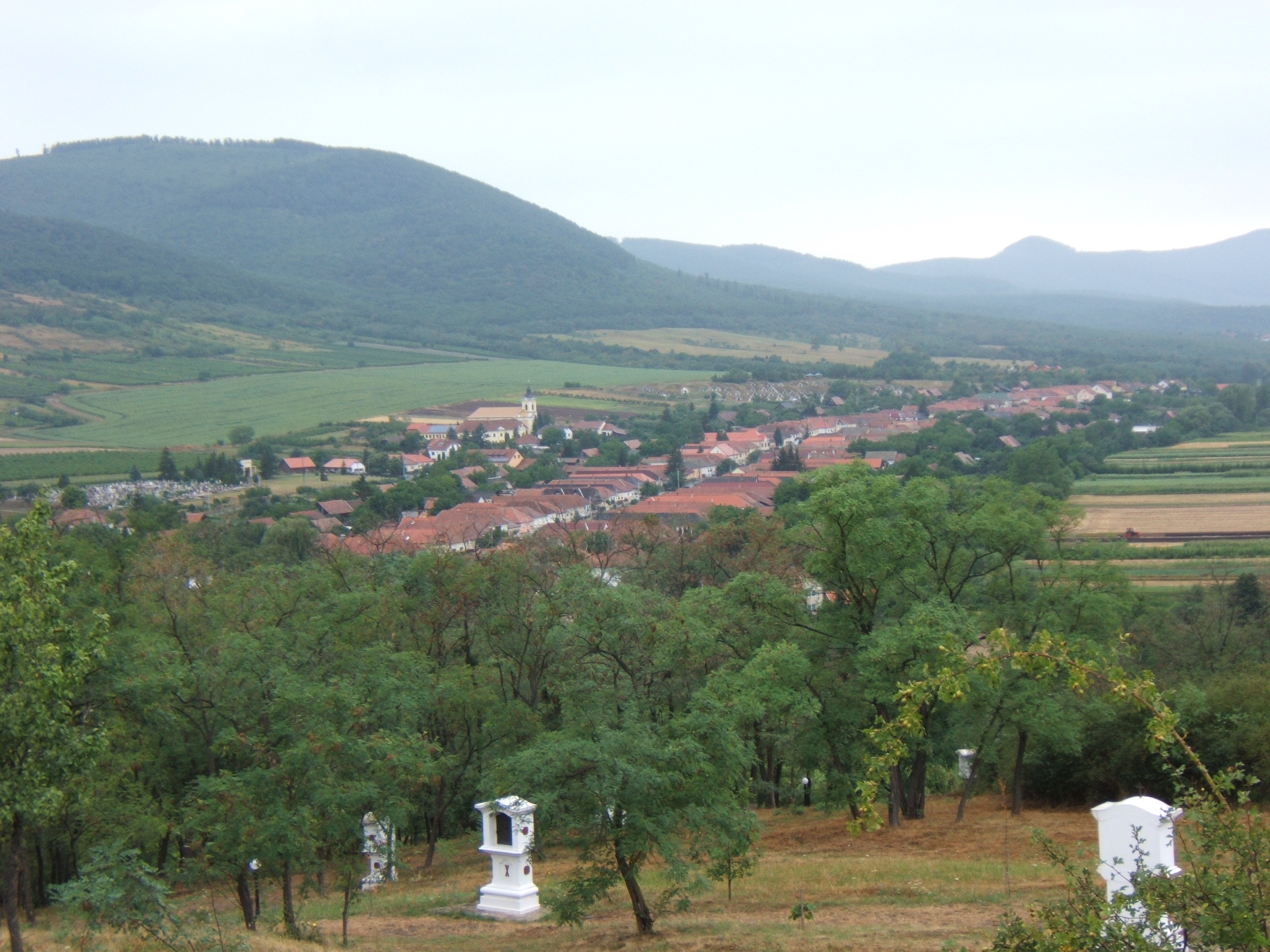
Blick auf Hercegkút vom Kalvarienberg
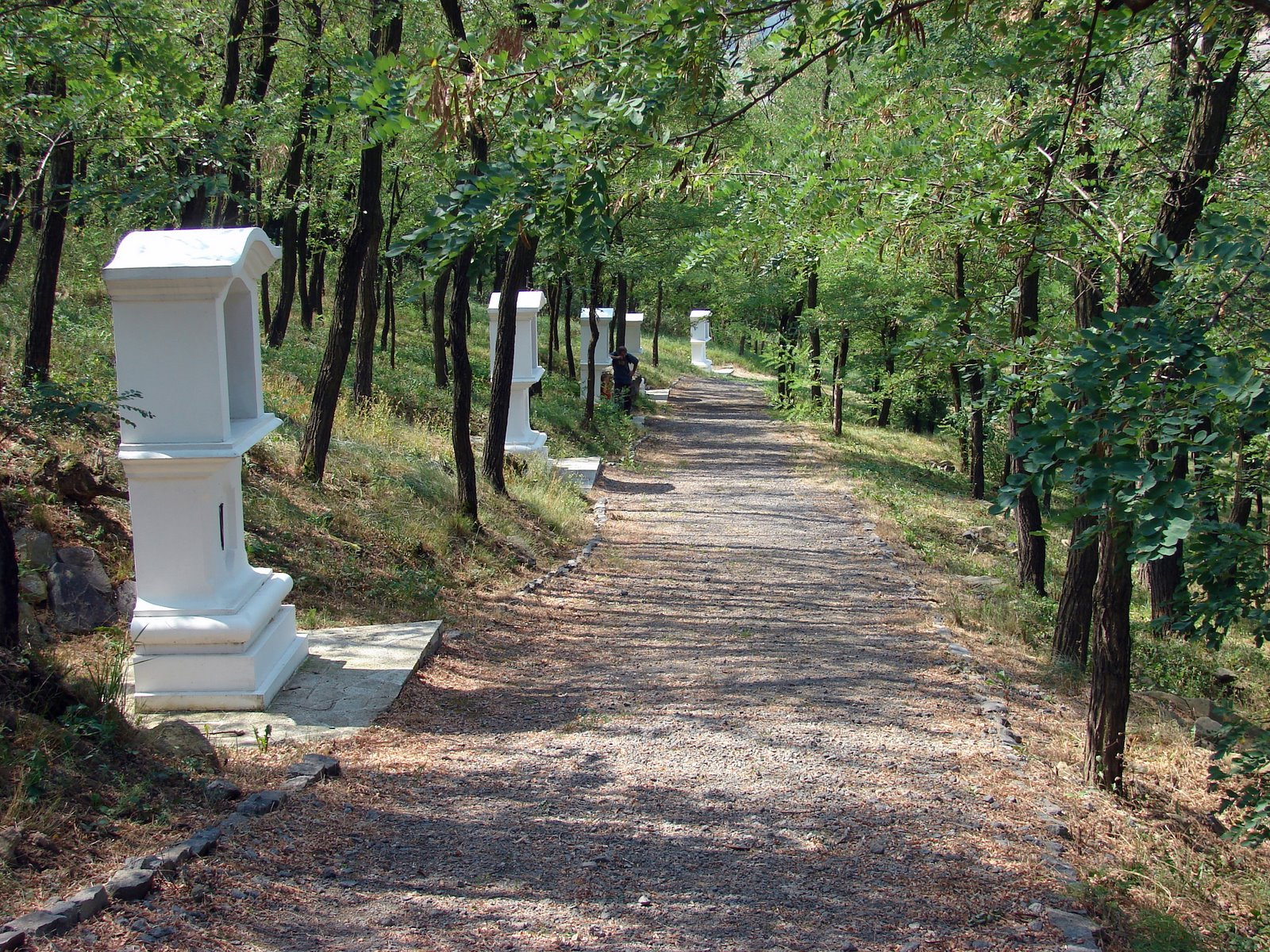
Weg am Kalvarienberg
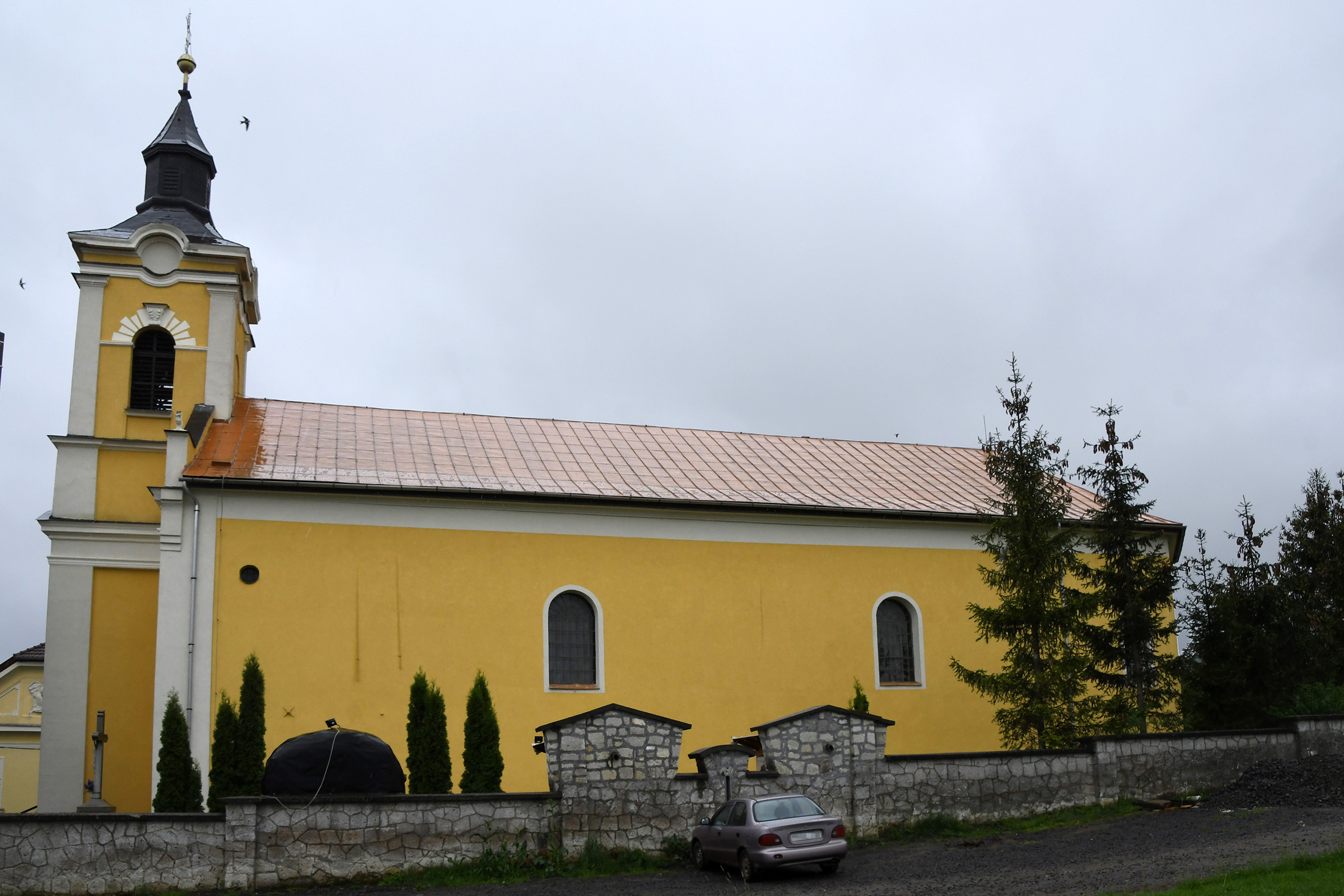
Römisch-katholische Kirche Kisboldogasszony
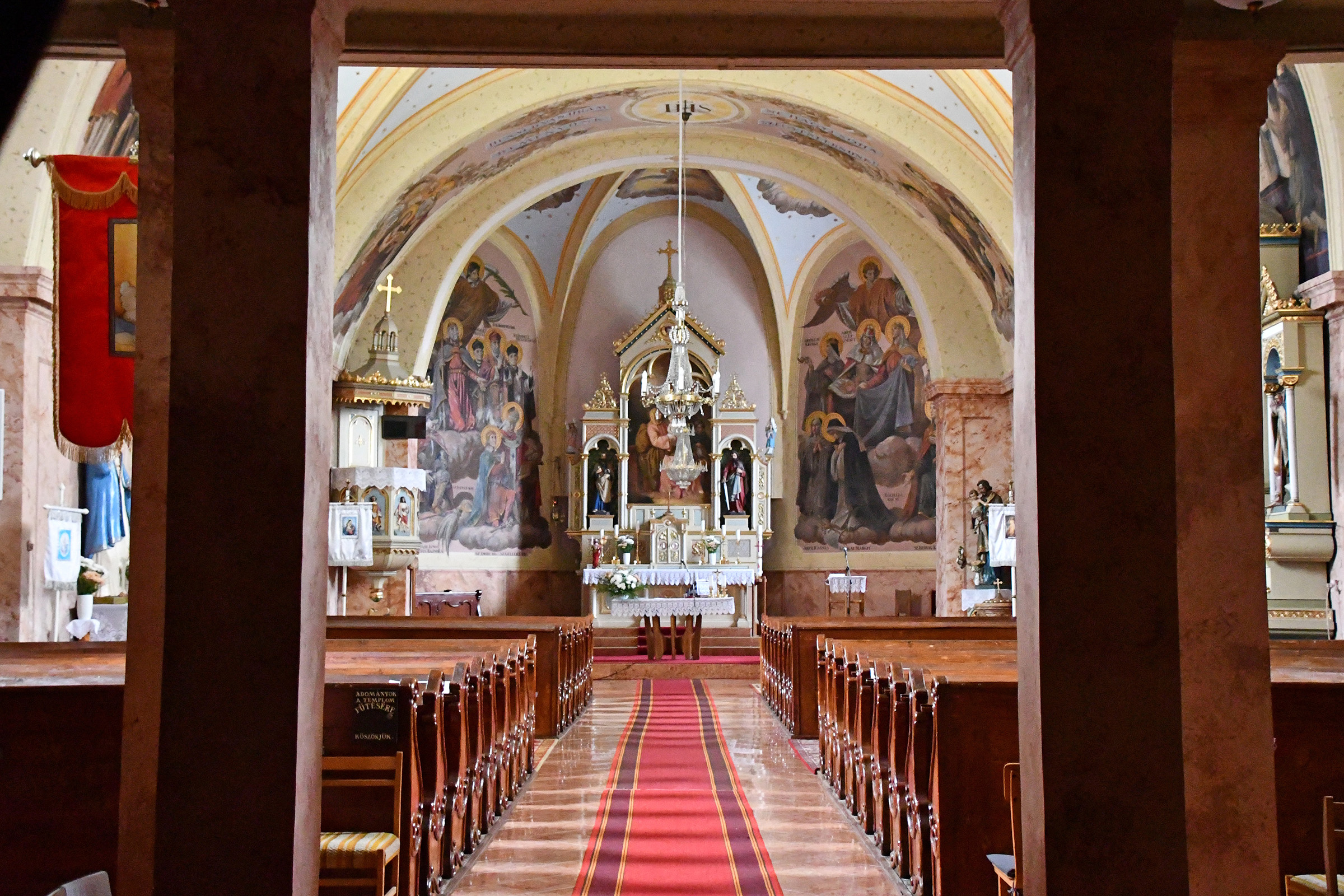
Blick in den Innenraum der Kirche
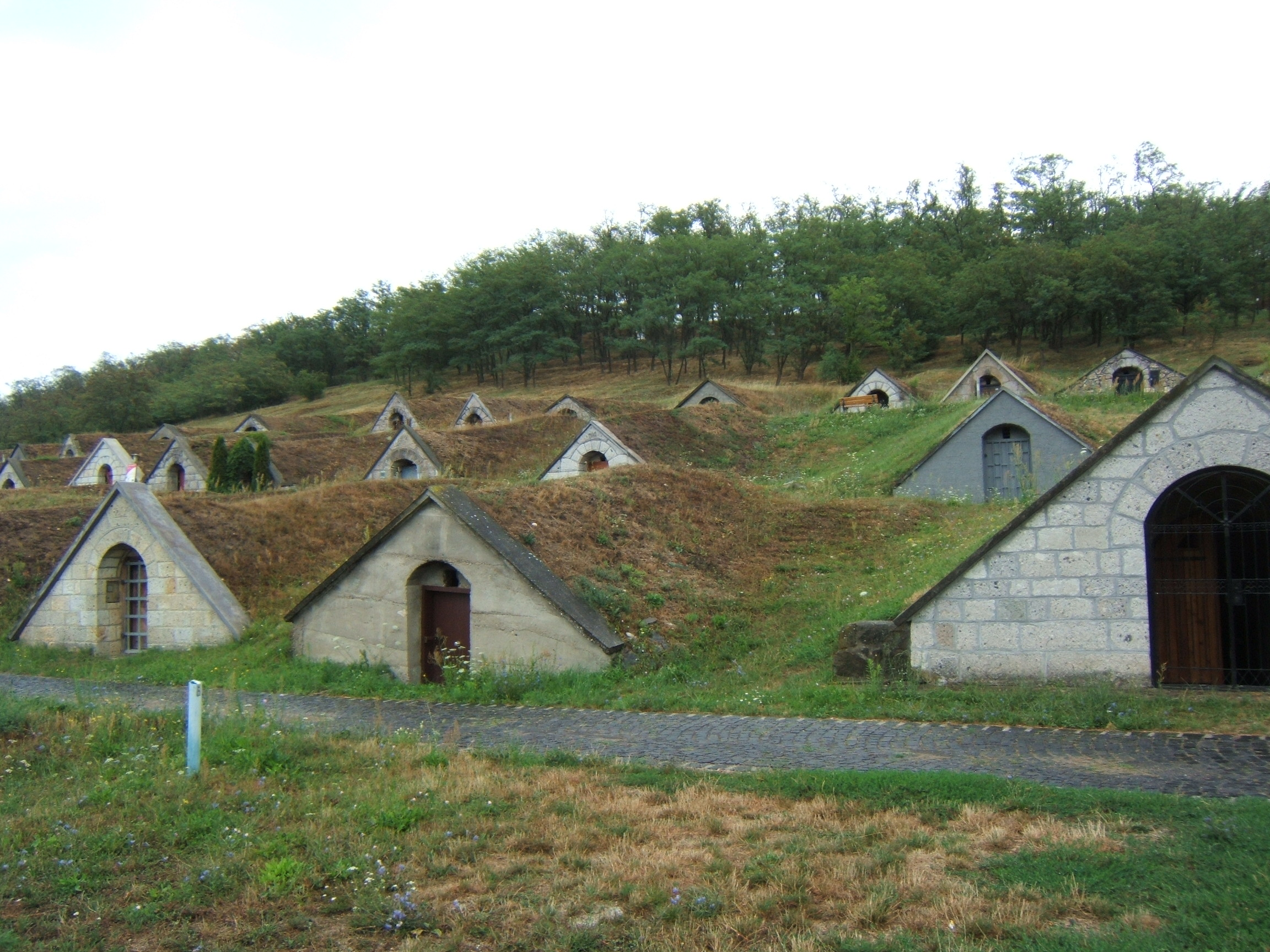
Weinkeller